# موتور عبد الغفور ناروئي (بمبور الغربي)
موتور عبد الغفور ناروئي (بمبور الغربي) (بالإنجليزية: Mowtowr-e Abdol Ghafur Naruyi)‏ هي منطقة سكنية تقع في إيران في سيستان وبلوتشستان. يقدر عدد سكانها بـ 22 نسمة .